# دانیل چابرا
دانیل چابرا (انگلیسی: Daniel Chabrera؛ زادهٔ ۱۷ فوریهٔ ۱۹۹۲) بازیکن فوتبال است.
از باشگاه‌هایی که در آن بازی کرده‌است می‌توان به باشگاه فوتبال ویارئال اشاره کرد.